# Universität Pau
Die Universität Pau und der Adour-Region (französisch Université de Pau et des Pays de l’Adour; UPPA) ist eine Hochschule in der französischen Stadt Pau mit Außenstellen in der Umgebung, so in Bayonne, Tarbes und in Mont-de-Marsan.
Die Universität Pau wurde 1971 gegründet und hat rund 13.800 Studierende (Stand 2023), was Pau nach Bordeaux und Toulouse zur drittwichtigsten Universitätsstadt im französischen Südwesten macht.

## Campus

### Pau
Der Hauptcampus in Pau ist mit rund 9.000 Studierenden noch immer mit Abstand der größte der Universität. Dort sind neben den zentralen Einrichtungen wie der Universitätsbibliothek die Fakultät (UFR: Unité de recherche et de formation) für Literatur-, Sprach- und Humanwissenschaften, die Fakultät für Rechts- und Wirtschaftswissenschaften sowie die Fakultät für Naturwissenschaften und Technik angesiedelt.

#### UFR für Rechts- und Wirtschaftswissenschaften, Unternehmensführung – IAE

Gebäude der UFR für Rechts- und Wirtschaftswissenschaften, Unternehmensführung

Die Fakultät für Rechts- und Wirtschaftswissenschaften und Unternehmensführung umfasst zusammen mit dem IAE (Institut d’Administration des Entreprises bzw. FDEG-IAE) rund 3.000 Studierenden.

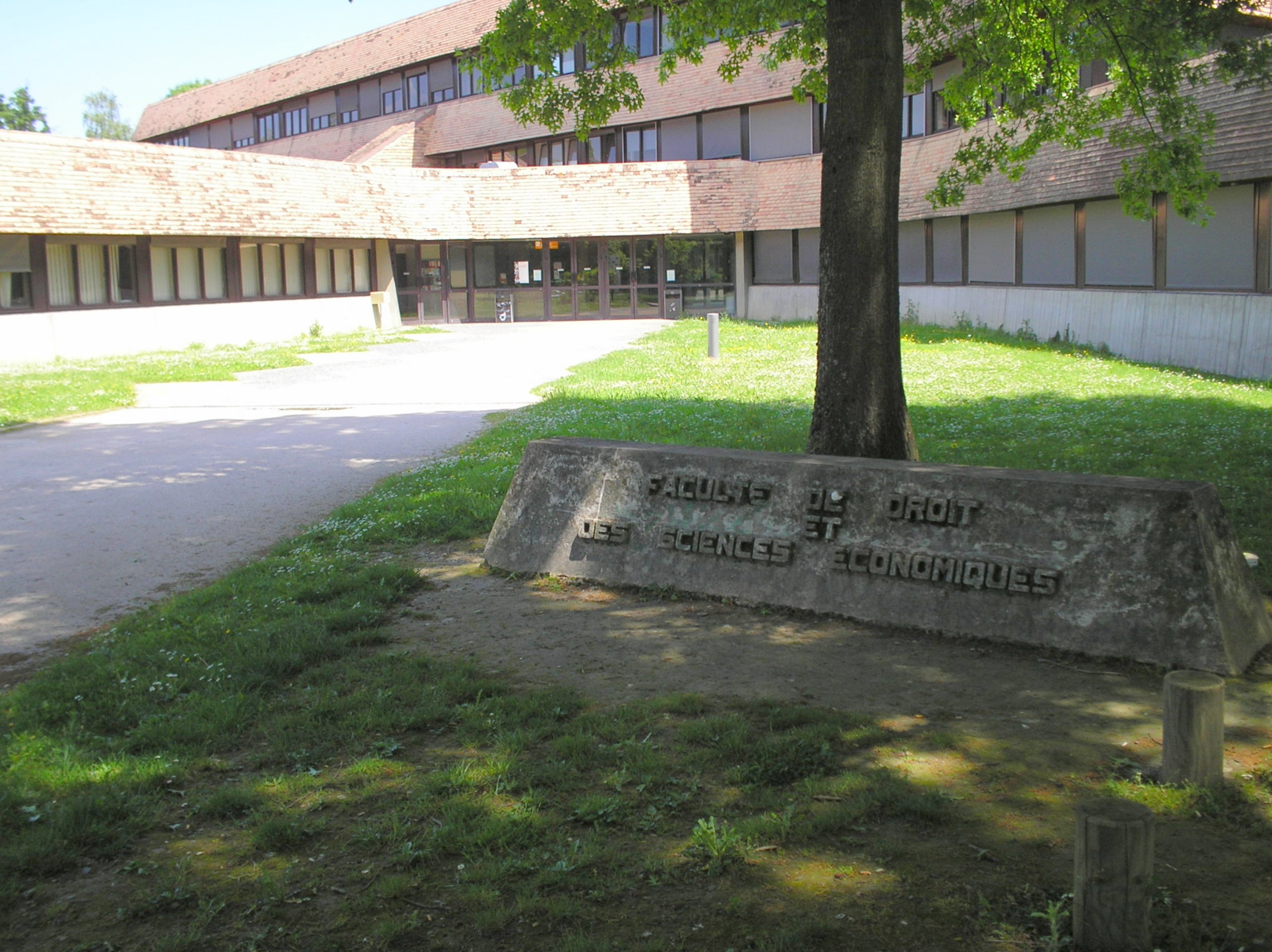
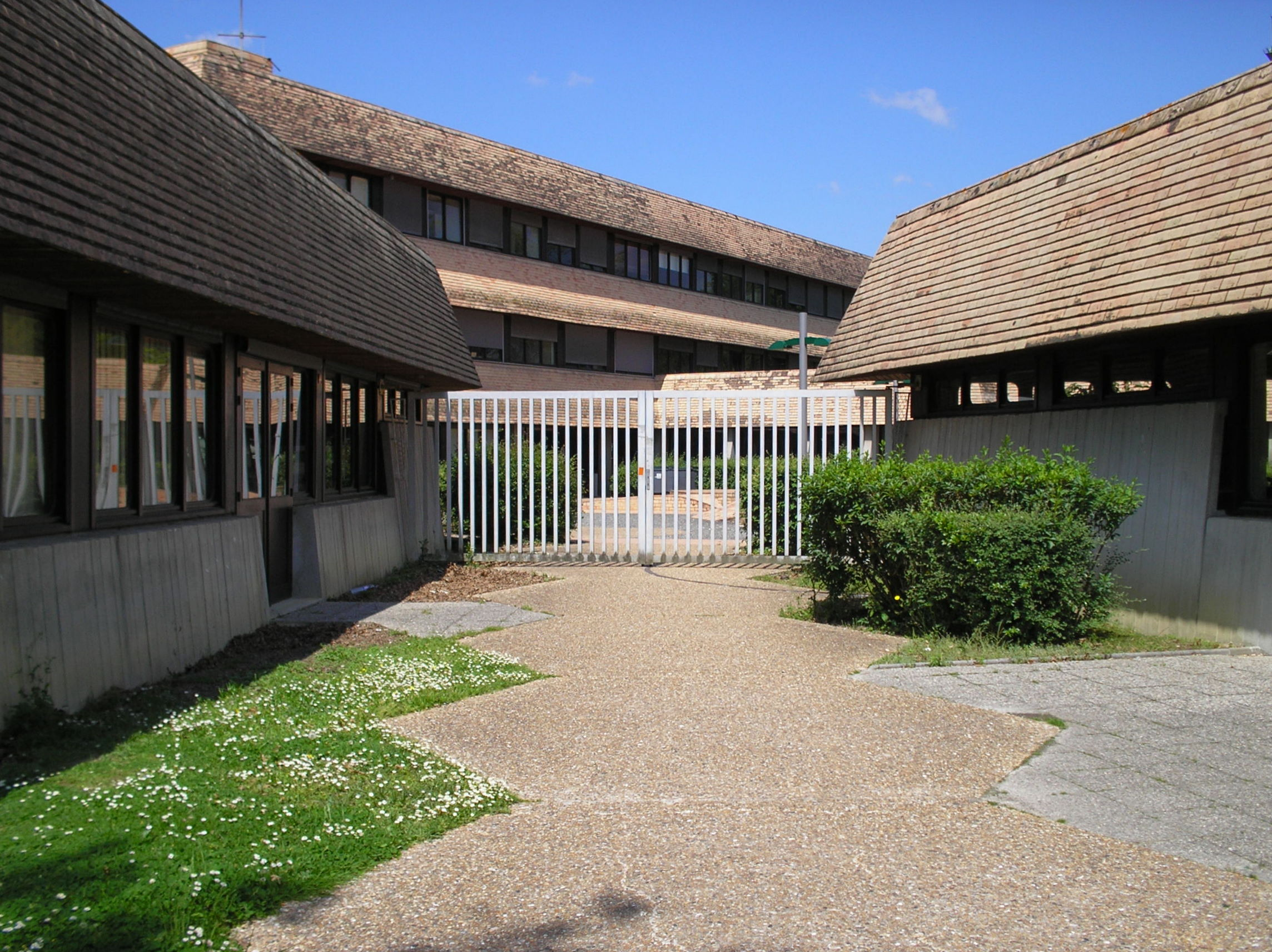
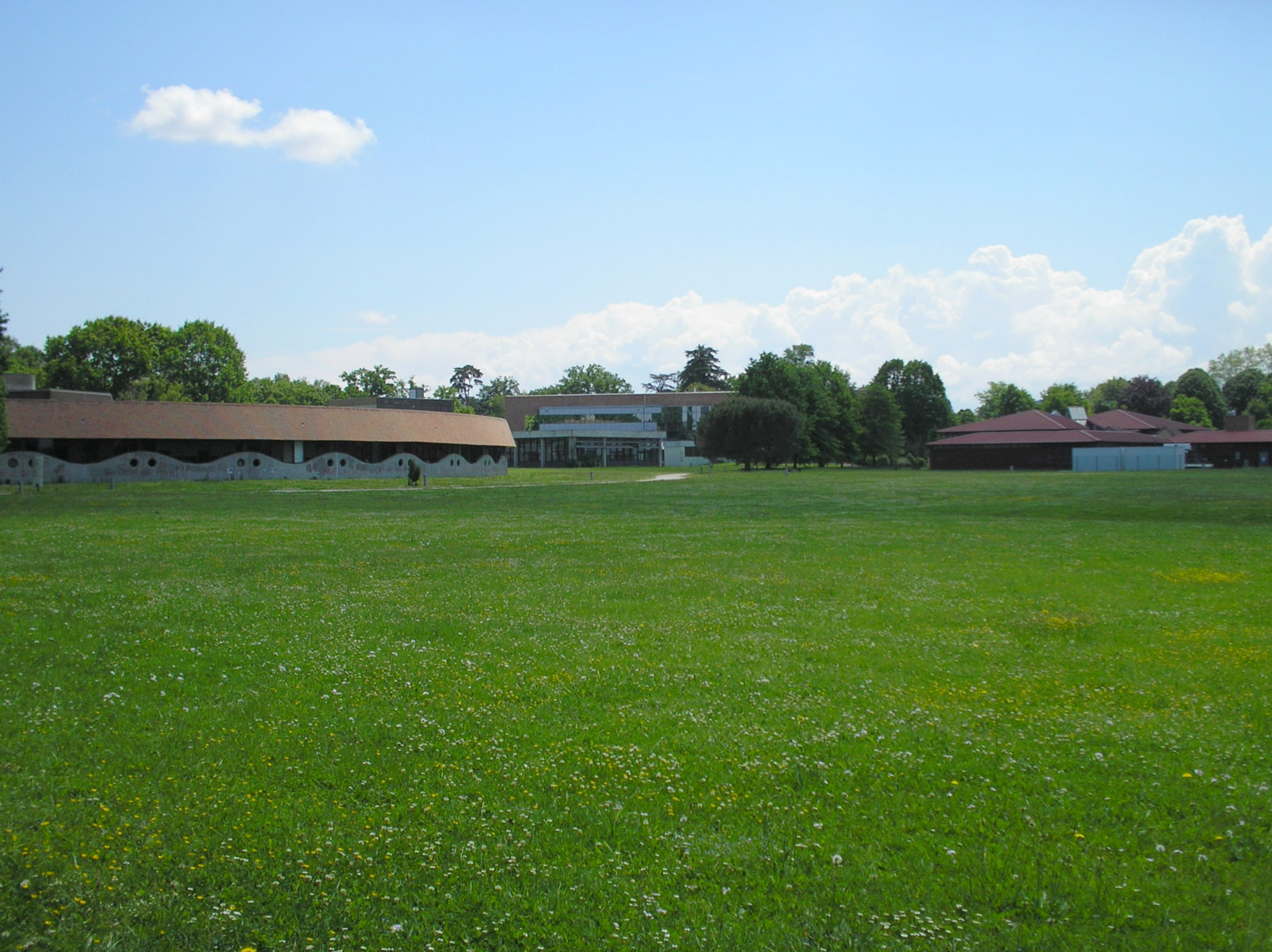

### Bayonne
In Bayonne studieren ca. 2.500 Studenten.

### Tarbes
In Tarbes studieren 700 Studenten. Es gibt ein STAPS (Sport Bildung).

### Mont-de-Marsan
Hier gibt es weitere 300 Studenten.

## Alumni
- Mahamane Laouali Dan-Dah (* 1966), Jurist und Politiker
- Pascal Gaigne (* 1958), Komponist
- Magdalene Heuvelmann (* 1959), Historikerin, Autorin und Politikerin
- Peter Lieb (* 1974), Militärhistoriker
- Harald Thun (1945–2025), Romanist und Sprachwissenschaftler